# Gustav Jäger (zoolog)

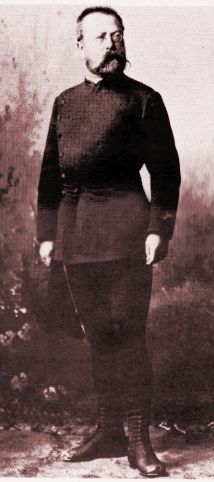
Gustav Jäger.

Gustav Jäger (eller Jaeger), född den 23 juni 1832 i Bürg, död den 13 maj 1917 i Stuttgart, var en tysk zoolog.
Jäger blev 1858 zoologie docent i Wien, där han inrättade och till 1866 förestod den zoologiska trädgården, 1867 professor vid Hohenheims lantbruksakadeini nära Stuttgart och 1874 lärare i fysiologi vid veterinärinstitutet i nämnda stad. 1884 lämnade han dessa platser och verkade som praktiserande läkare i Stuttgart. 
I darwinistisk riktning skrev Jäger Zoologische briefe (1864-76), Die darwinsche theorie und ihre stellung zu moral und religion (1868), In sachen Darwins insbesondere contra Wigand (1874) och Lehrbuch der allgemeinen zoologie
(1871-77). 
I arbetet Entdeckung der seele (1879; 3:e upplagan 1885) anser han sig ovedersägligen ha ådagalagt, att hos människan finnas kropp, själ och ande. Själen är enligt honom ett luktbart ämne och uppträder i sina verkningar i två alldeles motsatta former, nämligen som "lustämne" och som "olustämne". 
Av dessa ämnen, vilka uppkommer vid sönderdelning av kroppens äggvita, äger det förra en behaglig, det senare en elak lukt. Olustämnena utdrivs ur kroppen genom en så ymnig utdunstning som möjligt, och denna framkallas bäst därigenom, att man uteslutande använder kläder av ylle. 
Dessa saknar nämligen förmågan att i så hög grad som kläder av siden, bomull och lärft kvarhålla och åter till kroppen avge "olustämnen", som utdunstat från densamma. Jägers åsikt var, att genom denna fullständiga yllebeklädnad ("normaldräkten") är det inte bara kroppen som stärks.
Dess mottaglighet för sjukdomar nedsätts till ett minimum och även själslivet blir friskare, lynnet gladare, o. s. v. För sina läror (Gesundheilspflege, 1899) vann Jäger ett mycket stort antal anhängare ("jägerianer"). Hela den jägerska teorin och en god del av dess praktiska slutsatser saknar varje skymt av vetenskaplig bevisning.